# 彰化縣福興鄉民代表會
彰化縣福興鄉民代表會是中華民國彰化縣福興鄉的最高民意機關，位於彰化縣福興鄉橋頭村彰鹿路7段495號
目前為第22屆鄉民代表會，自2022年12月25日就任，當前主席為無黨籍的吳鎮江，副主席為 民主進步黨的陳益昌。

## 鄉民代表會職權
- 一．議決鄉規約。
- 二．議決鄉預算。
- 三．議決鄉臨時稅課。
- 四．議決鄉財產之處分。
- 五．議決鄉公所組織自治條例及所屬事業機構組織自治條例。
- 六．議決鄉公所提案事項。
- 七．審議鄉決算報告。
- 八．議決鄉民代表提案事項。
- 九．接受人民請願。
- 十．其他依法律或上級法規、規章賦予之職權。

## 鄉民代表個人之職權
- 一．選舉權：選舉正、副主席之權。
- 二．罷免權：罷免正、副主席之權。
- 三．發言權：議案討論時可發言表示意見之權。
- 四．質詢權：定期大會得向行政單位提出質詢之權。
- 五．提案權：經代表兩人以上連署，得提出議案之權。
- 六．表決權：對議案表示贊成或反對之權。

## 鄉民代表
福興鄉民代表為公民直選，共劃分3個選區，共有11席，第21屆福興鄉民代表任期由2018年12月25日到2022年12月25日止。各區應選鄉民代表人數：
- 第一選區：（3席）
大崙村,三汴村,萬豐村,外中村,番婆村,元中村,外埔村
- 第二選區：（3席）
番社村,橋頭村,社尾村,秀厝村,同安村,西勢村
- 第三選區：（5席）
三和村,麥厝村,二港村,福南村,鎮平村,福寶村,福興村,頂粘村,廈粘村

| 選區     | 政黨       | 姓名   | 備註   |
| -------- | ---------- | ------ | ------ |
| 第一選區 | 民主進步黨 | 陳益昌 | 副主席 |
| 第一選區 | 民主進步黨 | 陳秀玲 |        |
| 第一選區 | 無黨籍     | 許伯榮 |        |
| 第二選區 | 無黨籍     | 洪振淞 |        |
| 第二選區 | 無黨籍     | 葉宸郝 |        |
| 第二選區 | 無黨籍     | 吳鎮江 | 主席   |
| 第三選區 | 中國國民黨 | 粘惠青 |        |
| 第三選區 | 臺灣民眾黨 | 黃怡雯 |        |
| 第三選區 | 無黨籍     | 黃建元 |        |
| 第三選區 | 無黨籍     | 黃厚綿 |        |
| 第三選區 | 無黨籍     | 施有信 |        |

## 歷屆鄉民代表會正副主席
| 屆次  | 主 席  | 副主席 |
| ----- | ------ | ------ |
| 1     |        | 未設置 |
| 2     |        | 未設置 |
| 3     | 許梅炎 | 未設置 |
| 4     | 許居才 | 未設置 |
| 4補選 | 粘全   | 未設置 |
| 5     | 梁萬和 | 未設置 |
| 6     | 李握   | 潘連于 |
| 7     | 李握   | 鐘義   |
| 8     | 陳文曲 | 粘興發 |
| 9     | 梁世燦 | 吳棟林 |
| 10    | 吳棟林 | 許資利 |
| 11    | 陳乙材 | 蔡丁財 |
| 12    | 梁正民 | 林榮華 |
| 13    | 莊圳良 | 林榮華 |
| 14    | 莊圳良 | 林榮華 |
| 15    | 陳文福 | 粘文廣 |
| 16    | 粘明隆 | 許明忠 |
| 17    | 許明忠 | 黃崇餘 |
| 18    | 許明忠 | 吳鎮江 |
| 19    | 許明忠 | 吳鎮江 |
| 20    | 洪振淞 | 吳鎮江 |
| 21    | 洪振淞 | 陳益昌 |
| 22    | 吳鎮江 | 陳益昌 |

## 外部連結
- 彰化縣福興鄉公所 （页面存档备份，存于）
- 彰化縣福興鄉民代表會 （页面存档备份，存于）